# Heliga Jungfruns förböns kyrka, Dvorets
Heliga Jungfruns förböns kyrka (belarusiska: Царква Пакрова Прасвятой Багародзіцы/Tsarkva Pakrova Prasvjatoij Bagarodzitsi) är en belarusisk-ortodox kyrkobyggnad belägen i jordbrukstaden Dvorets i distriktet Djatlovskij i Hrodna voblast i västra Belarus.

## Historia
Den första stenen till kyrkans grund invigdes 1866. Byggandet av själva kyrkan avslutades 1869 och den invigdes den 14 oktober samma år.

## Kyrkobyggnaden
Kyrkan är byggd i tegel.

## Bilder

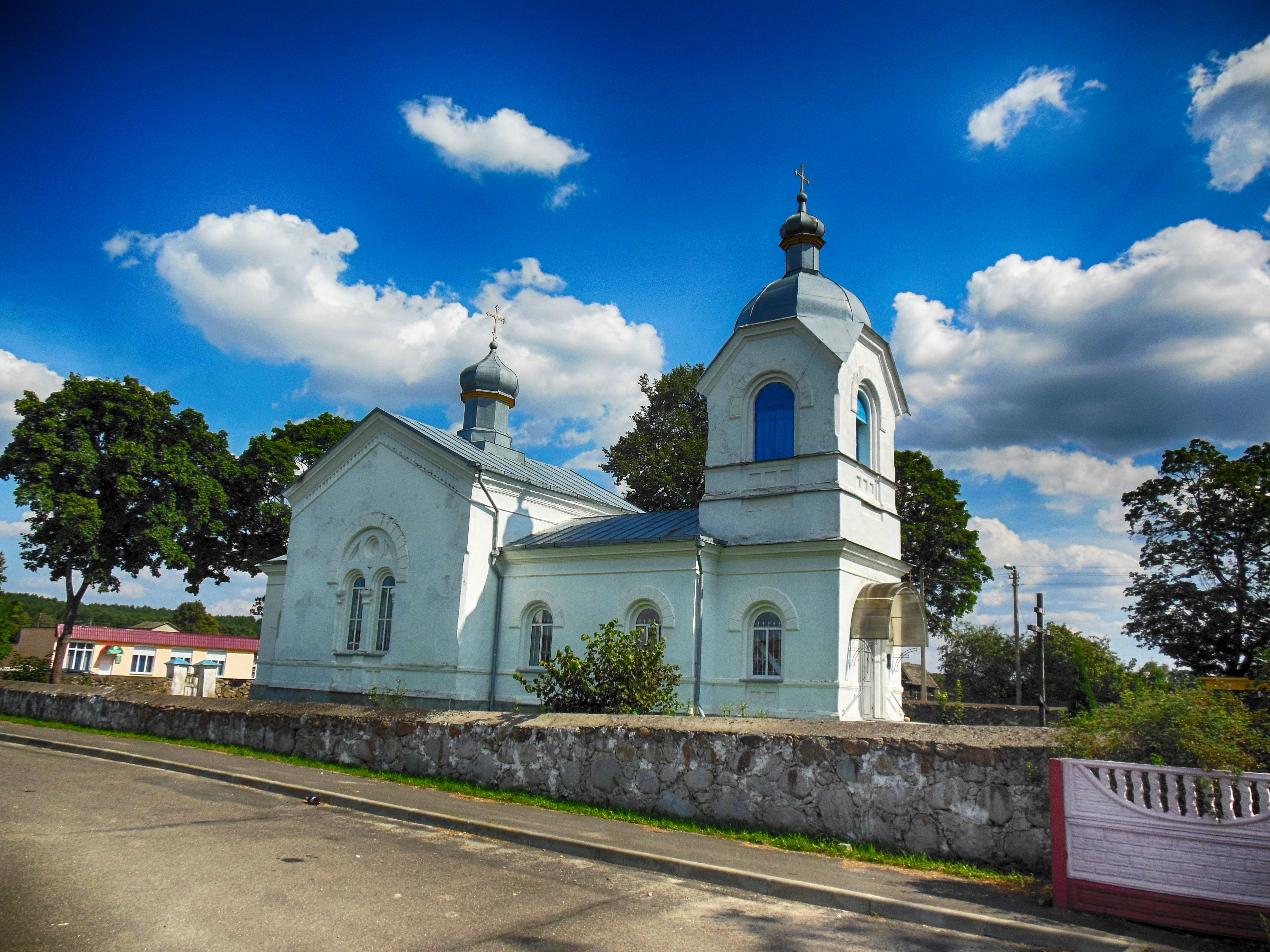
Kyrkan från andra sidan.